# アレクサンダー・レッジ

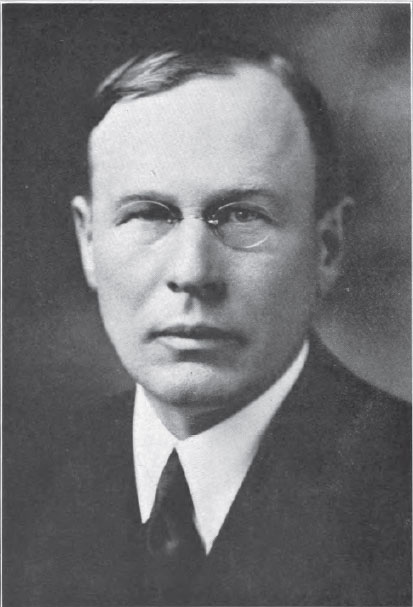
アレクサンダー・レッジ

アレクサンダー・レッジ（Alexander Legge、1866年 – 1933年）は、1922年から1933年までインターナショナル・ハーベスター (International Harvester) の社長を務めた、アメリカ合衆国の実業家。第一次世界大戦中は、戦時産業局で公務に就き、その後、世界恐慌の際には、連邦農業局で再び公務に就いた。

## 生い立ち
レッジは、1866年1月13日に、ウィスコンシン州デーン・シティ (Dane City)、後のオシュコシュで、父アレクサンダー (Alexander) と母クリスティン (Christine)（旧姓・フレーザー (Fraser)）のレッジ夫妻の子として生まれた。両親と姉クリスティン (Christine) は、1857年にスコットランドからウィスコンシン州へ移住してきていた。1876年、一家はネブラスカ州コルファクス郡に移り、そこで父は牧畜業を始めた。レッジは父とともに農場で働き、やがてワイオミング州でカウボーイとして生計を立てようと思うようになった。しかし、肺の病のため、彼は屋外の仕事で、なおかつ土埃や寒気に晒されない仕事を余儀無くされた。

## インターナショナル・ハーベスター
1891年、レッジはマコーミック・ハーベスティング・マシン・カンパニー (McCormick Harvesting Machine Company) がネブラスカ州オマハに構えていた支店で、集金人として働くことになった。レッジは、ハロルド・ファウラー・マコーミックがネブラスカ州一帯の事業を引き継いだ際に、マコーミックの知遇を得た。1899年、マコーミックはシカゴに戻り、副社長に昇任した。マコーミックはレッジをシカゴに呼び寄せ、世界全体の顧客対応と集金を担当する部局の責任者に抜擢した。1902年、マコーミック社はインターナショナル・ハーベスターと合併し、レッジは合併後の新しい会社の営業担当副支配人となり、さらに総支配人となった。
1919年、ハロルド・マコーミックはインターナショナル・ハーベスター社の社長に選出された。1922年、社長を退任したマコーミックは会長となった。この時点で、レッジはインターナショナル・ハーベスター社の社長に選出され、1933年に死去するまでその職にとどまることになった。この年、インターナショナル・ハーベスター社は、反トラスト法違反の嫌疑がかけられていた裁判に勝訴し、農業機械の分野における優位な地位を維持することに成功した。レッジが経営にあたった時期は、農機具の標準化が進められたことも重要な前進であった。

## その他の事業
1917年、アメリカ合衆国大統領ウッドロウ・ウィルソンは、戦時産業局の副局長 (vice chairman) にレッジを選んだ。戦争が集結した際には、ヴェルサイユ条約の経済条項について交渉する仕事にあたった。1923年6月6日、レッジはアメリカ陸軍殊勲章を授与された。
1929年6月から1931年3月にかけて、ハーバート・フーヴァー大統領の下で、レッジは連邦農業局局長を務めた。1930年8月4日号の『タイム』誌は、農業局局長 (Chairman of the Farm Board) としてのレッジの肖像画を表紙に掲載した。
レッジは死去する前に、友人であった元イリノイ州知事フランク・オーレン・ローデンとともに、Farm Foundation の創設を準備していた。レッジの遺産の一部は、1933年のこの財団の創設に提供された。

## 家族
レッジは1908年に、キャサリン・マクマホン・ホール (Katherine McMahon Hall) と結婚したが、子どもはもうけなかった。1916年、レッジはイーノス・M・バートンが残した資産の一部であった 53エーカー (210,000 m2) の土地を購入した。レッジはそこに大きな屋敷を建て始めたが、第一次世界大戦が始まり、私的目的の大規模建築が規制されたことから、この建設計画は頓挫した。この広い敷地に家を建てるという夫妻の夢は、叶うことなく放棄された。レッジ夫妻はイリノイ州ヒンズデールに大きな屋敷を購入し、1924年にキャサリンが死去するまで、この地で楽しく暮らした。
1923年、反トラスト法での裁判が進む中、レッジは病が悪化した。このためカリフォルニア州で入院することになった。キャサリンは夫に付きっきりで看病し、自分の食事も地域のレストランからの出前で取るようになっていた。そうした中で、彼女は腸チフスに罹患し、1924年に死去した。妻の死後、レッジは件の土地を使ってキャサリン・レッジ・メモリアル (the Katherine Legge Memorial) と名付けた施設を建てた。この施設は、インターナショナル・ハーベスターの女性従業員のための休養、保養、福祉施設として使われた。1927年には、R・ハロルド・ズークの設計により、宿舎が併設された。
レッジは、1933年12月3日に死去した。葬儀は12月6日に、シカゴのミシガン・アベニュー北880番地の第4長老派教会 (the 4th Presbyterian Church at 880 N Michigan Ave) で執り行われた。遺灰は、キャサリン・レッジ・メモリアルに運ばれ、妻の遺灰とともに葬られた。